# Stine Kristensen
Stine Opstrup Kristensen (født 10. januar 1998 i Skanderborg) er en dansk håndboldspiller som spiller højre/venstre back for Skanderborg Håndbold i Damehåndboldligaen.
Kristensen har spillet for Skanderborg Håndbold siden 2014, hvor hun derudover også har gået på SHEA (Skanderborg Håndbold Elite Akademi). I håndboldsæsonen 2021-22 scorede hun 54 mål i 25 kampe i grundspillet og 58 mål i 2020/21-sæsonen.
Hun er desuden storesøster til Team Esbjerg og landsholdsspiller Anna Kristensen.